# Macintosh SE/30

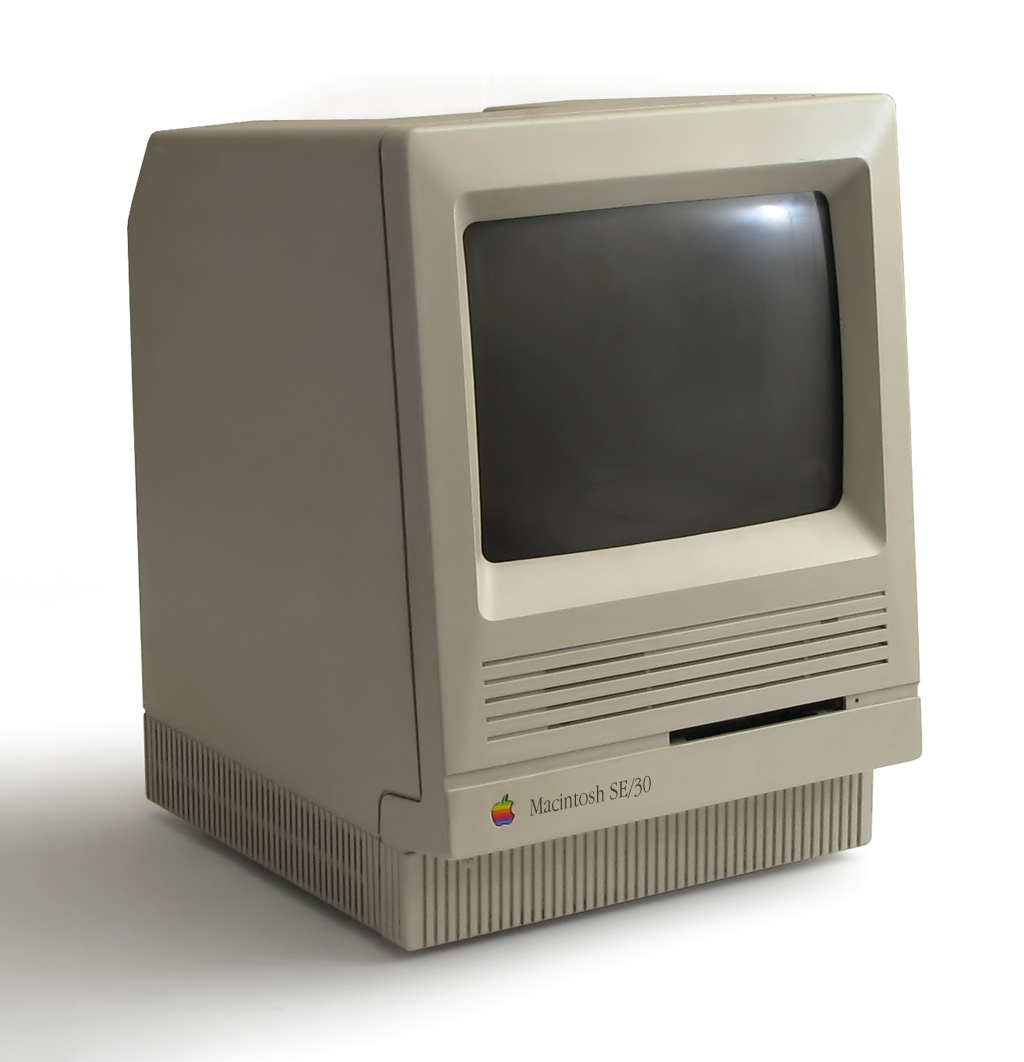
Macintosh SE/30

Der Macintosh SE/30 war ein Rechnermodell der Firma Apple Computer. Er wurde im Januar 1989 eingeführt und war bis Oktober 1991 im Programm. Trotz der recht kurzen Produktionszeit verkaufte sich der SE/30 gut.
Der Macintosh SE/30 benutzt als Prozessor einen Motorola 68030 mit 16 MHz und einen Motorola 68882 als FPU-Coprozessor. Das Gehäuse basiert auf dem des Macintosh SE mit eingebautem 9-Zoll-Bildschirm (512 × 342 Pixel, monochrom). Die Hauptplatine war jedoch eine Neuentwicklung und bietet mit acht 30pol SIMM-Sockeln für bis zu 128 Mbyte RAM und den genannten Prozessoren für die Zeit eine beachtliche Leistung.
Schnittstellen zur Außenwelt sind SCSI (für externe Festplatten, CD-ROMs, Scanner, Drucker, Wechselplattenlaufwerke wie das SyQuest SQ555, Belichter und später auch CD-Brenner); außerdem zwei serielle Schnittstellen (für Modems, LocalTalk, serielle Apple-Drucker wie den ImageWriter oder StyleWriter), ADB für Eingabegeräte, ein HD-Diskettenlaufwerk sowie ein Kopfhöreranschluss (8-Bit, Stereo, 22 kHz PCM, vierstimmig). In Mono können Klänge ersatzweise auch über den eingebauten Lautsprecher abgespielt werden.

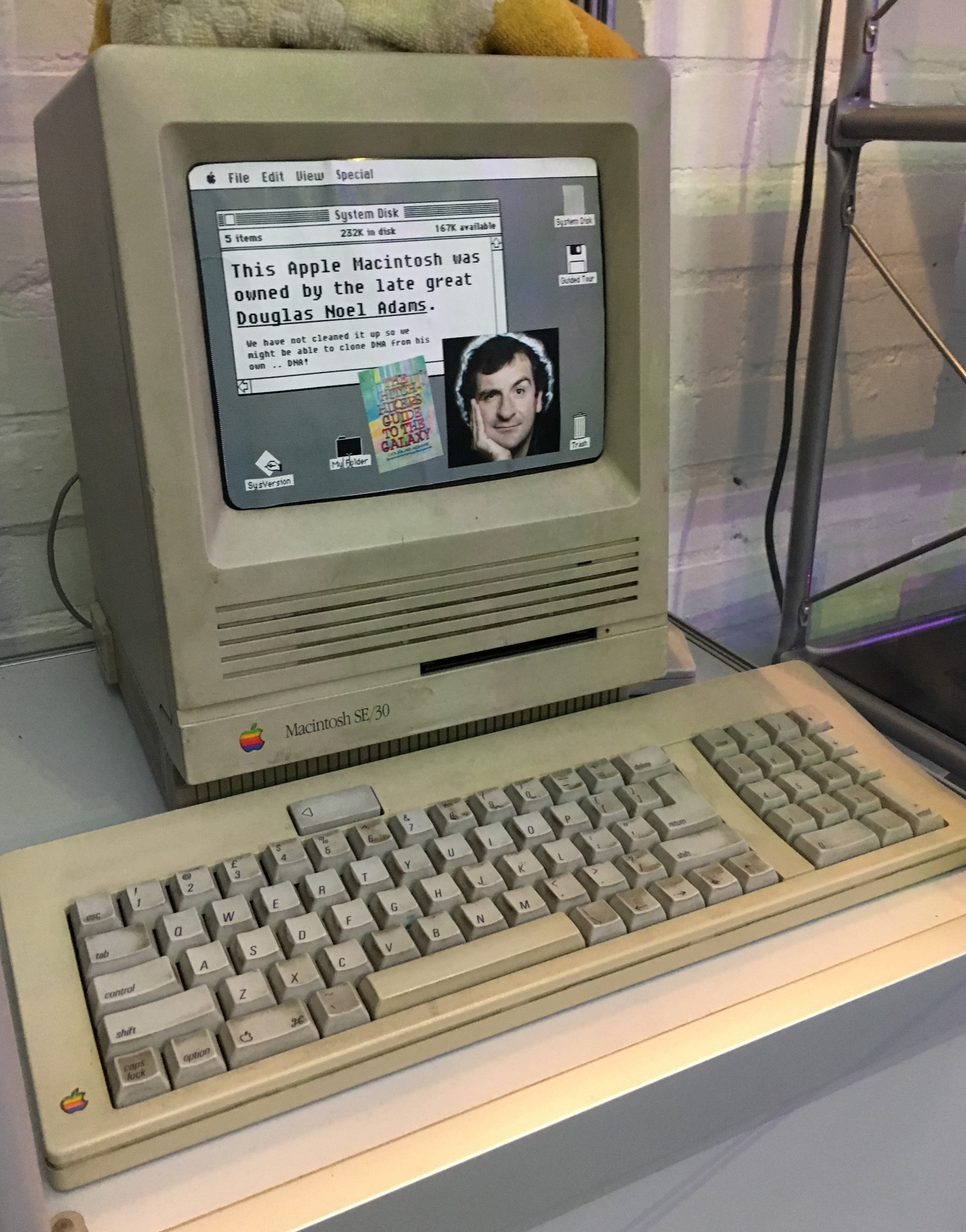
Der Macintosh SE 30 des Schriftstellers Douglas Adams, der 1984 einer der ersten Mac-Nutzer in Europa war

Die Platine des SE/30 ist praktisch eine des Macintosh IIx, nur ohne NuBus-Steckplätze, dafür aber mit einem SE/30-PDS (Processor Direct Slot) für Ethernetkarten, Grafikkarten, CPU-Karten, GPIB-Karten und Ähnliches ausgestattet. Wegen seiner Leistungsfähigkeit war der SE/30 sowohl im grafischen Gewerbe, als auch – wegen der FPU – als “Numbercruncher” (deutsch: „Zahlenfresser“) im wissenschaftlichen Bereich sehr beliebt. Für grafische Einsatzzwecke in Satz, Layout und Druckvorstufe (Desktop-Publishing) wurde er häufig mit einer Farb-Grafikkarte erweitert und mit externen, bis zu 21 Zoll großen (Graustufen-)Monitoren ausgestattet.
Auf dem SE/30 laufen Mac-OS-Systeme von Version 6.0.3 bis 7.5.5 (mit Hacks auch 8.1), A/UX 2.0 und 3.0.1, Minix, NetBSD und Linux.
Nachfolger des SE/30 ist der Macintosh Classic II, der zwar ebenfalls einen Motorola 68030/16 besitzt, doch die Busbandbreite dieses Modells wurde aufgrund der Speicheranbindung von 32 Bit auf 16 Bit gekappt, und der Adressraum für RAM beträgt nur noch 10 Mbyte.
Siehe auch: Macintosh-Modelle